# Исключительно простая теория всего
Исключи́тельно проста́я тео́рия всего́ (англ. An Exceptionally Simple Theory of Everything) — единая теория поля, которая объединяет все известные физические взаимодействия, существующие в природе. Предложена  американским физиком Гарретом Лиси 6 ноября 2007 года.Теория основана на группе Ли типа E8. Некоторые известные физики уже высказались в её поддержку, однако в теории обнаружен ряд неточностей и проблем.
Идею построения Единой теории поля высказывал ещё Альберт Эйнштейн, и после создания общей теории относительности посвятил весь остаток своей жизни попытке построить такую теорию. Многие физики тоже пытались построить единую теорию поля. Именно поэтому сообщение о публикации Теории Всего вызвало неоднозначную реакцию.

##### Поля, относящиеся к теории Лиси
1. Кванты электрослабых полей {\displaystyle W} и {\displaystyle B}, из которых по теории Вайнберга — Салама (стандартной модели) получаются промежуточные бозоны {\displaystyle W^{+}}, {\displaystyle W^{-}}, {\displaystyle Z^{0}} и фотон {\displaystyle A}
2. Цветные глюоны {\displaystyle g}, являющиеся переносчиками сильных взаимодействий
3. Спиновая частица {\displaystyle w}
4. Частица {\displaystyle e}, которую Лиси называет фреймом (часто буквой {\displaystyle e} обозначают электрон или заряд электрона, но у Лиси эта буква имеет другое назначение)
5. Набор хиггсовских бозонов {\displaystyle \varphi }

Частицы {\displaystyle w} и {\displaystyle e} отвечают за гравитационное взаимодействие, но не являются самостоятельными полями (образующими) в алгебре Лиси: они входят в виде комбинации {\displaystyle e\varphi }.

## Оригинальные идеи
1. Алгебраический подход к построению полей и взаимодействий: квантовые поля рассматриваются как образующие алгебры Березина, в которую входят как чётные (коммутирующие), так и нечётные (грассмановы, антикоммутирующие) образующие. Причём каждое из полей рассматривается как равноправная образующая. То есть чётные образующие, бозоны ({\displaystyle W}, {\displaystyle B}, {\displaystyle g}), и нечётные, фермионы (кварки и лептоны), выступают на равных — хотя, в отличие от существовавших до сих пор суперсимметричных теорий, равенства числа чётных и нечётных образующих не требуется. Это совершенно новый вариант суперсимметричной теории.
2. Геометрический подход: данная алгебра рассматривается как алгебра Ли на четырёхмерном многообразии. Все зависимости полей от координат рассматриваются в рамках теории расслаивающихся пространств. Данные вопросы относятся к хорошо развитому направлению математики — дифференциальной геометрии.
3. Подход теории калибровочных полей: взаимодействия полей рассматриваются как самодействие поля с некоммутативными образующими. Изменение поля с координатой на многообразии (в физическом пространстве), в соответствии с теорией расслоений, определяется так называемой длинной производной, в которую входит скобка Ли (антикоммутатор). Глобальная симметрия первоначальной алгебры (в оригинальной трактовке теории калибровочных полей — лагранжиана системы) нарушается благодаря механизму спонтанного нарушения симметрии.
4. Одно из свойств исключительных групп Ли: в фундаментальном представлении группы некоторые скобки Ли (антикоммутаторы образующих алгебры) эквивалентны действию подгруппы на вектор. Предположив, что для всех частиц стандартной модели все скобки Ли дают такую эквивалентность, Лиси получил алгебру (и соответствующую ей группу) {\displaystyle E_{8}}.
5. Группа стандартной теории должна быть подгруппой получившейся группы. Но именно это условие, как было в дальнейшем признано самим автором, не выполняется.

## Основные результаты
- Лептоны, кварки, глюоны и кванты электрослабого взаимодействия без учёта гравитационного взаимодействия объединяются в рамках единой системы симметрии и взаимодействий. Автор утверждал, что его теория Великого объединения соответствует теории Великого объединения Пати — Салама[англ.] (одной из наиболее популярных теорий, в соответствии с которой до сих пор пытались построить теорию объединения сильных и электрослабых взаимодействий), но это утверждение оказалось ошибочно. Так что теория нуждается в доработке.
- Учёт гравитации в пренебрежении квантовыми эффектами даёт приближение, соответствующее классической физике. И этим приближением является общая теория относительности в варианте Альберта Эйнштейна, причём знаменитый космологический член в данном варианте ОТО оказывается положительным и равен вакуумному среднему значению хиггсовского поля.
- В теории нет свободных параметров (кроме вакуумного среднего для хиггсовского поля). Таким образом, её предсказания нельзя подогнать с помощью неизвестных параметров.

## Безусловные достижения
- Разработан новый подход к построению теории сильных взаимодействий и Великого объединения, не основанный на {\displaystyle SU(n)}-подходе. В рамках этого подхода фермионы и лептоны естественным образом объединяются в единую алгебру, причём их группировка в мультиплеты является вторичной, основанной на приближениях, а не основополагающей, как во всех существовавших до этого теориях. Но это лишь подход, а не конечный результат, поскольку такое объединение вступает в противоречие с квантовыми числами частиц.
- Дано объяснение (пусть и неполное) числа и свойств известных частиц, претендующих на фундаментальность.
- Дано предсказание о существовании двух новых, пока неизвестных, частиц (полей), и описаны их свойства.
- Построена заготовка квантовой теории гравитации как калибровочного поля, в значительной степени в духе Стандартной теории. Причём по схеме, совершенно аналогичной построению варианта для Великого объединения. Реализована идея о том, что генераторы трансляций и вращений группы Пуанкаре, связанные с матрицами Дирака, являются генераторами группы квантовой теории гравитации. При этом каждому генератору соответствует своя частица (компонента частицы). Например, фрейм e является квантом поля, порождаемого трансляциями (поступательным движением в пространстве). А спиновая частица {\displaystyle w} является квантом поля, порождаемого лоренцевскими вращениями.
- В предельных случаях теория Лиси даёт хорошо известные результаты в области квантовой теории поля и Общей теории относительности.

## Недостатки
Теория условно делится на две части

#### Алгебра, симметрия и классификация
Главная проблема состоит в теории Великого Объединения. В неё не укладываются все найденные физические симметрии, а сама теория имеет серьёзные проблемы, связанные с наличием трёх поколений кварков и лептонов. Попытка наложения группы {\displaystyle G} на {\displaystyle E_{8}} приводит к тому, что фермионы не могут быть хиральными (см. заметки 21 ноября «A Little Group Theory» и 9 декабря «A Little Group Theory»). Сам Лиси в ответ на замечания автора заметок признал, что такая проблема существует, и он пытается её решить. Пока же Великое Объединение «по Лиси» вступает в противоречие с квантовыми числами частиц, и его ссылки на «тройственность» (triality), вероятно, являются ошибочными, как и таблица со свойствами глюонов, кварков и лептонов — в ней должны присутствовать только кварки {\displaystyle qII}, соответствующие антикварки и глюоны. Лептоны оказываются внешними по отношению к данной схеме.

#### Динамика
Сейчас в данной теории присутствуют только наброски к построению динамики. Квантовая теория гравитации, как таковая, пока не построена, поэтому ничего не говорится о квантовании гравитационного поля. Действие для гравитации Лиси описал не исходя из фундаментальных алгебраических или геометрических соображений. Поэтому данная часть работы нуждается в обсуждении и экспериментальной проверке. Теория даёт фундаментальные константы связи, без предсказания их квантовой массы. Эти предсказания должны дать толчок для развития области динамики. Несмотря на претенциозное название статьи, теория Лиси не является «Теорией всего». Значительная часть критики теории Лиси связана именно с этим названием.